# Gloria von Thurn und Taxis
Mária Glória, Thurn und Taxis hercegnéje (németül: Mariae Gloria Prinzessin von Thurn und Taxis, született: Mariae Gloria Ferdinanda Joachima Josephine Wilhelmine Huberta Gräfin von Schönburg-Glauchau, Stuttgart, 1960. február 23. –) német előkelőség, üzletasszony, művész, házassága révén a német hercegi Thurn und Taxis család tagja.

## Családja és származása
Schönburg-Glauchau grófnőjeként látta meg a világot, Joachim, Schönburg-Glauchau grófja (1929–1998), és Széchenyi Beatrix grófnő (1930–2021) gyermekeként. Az apai nagyszülei gróf Carl von Schönburg-Glauchau (1899–1945) és gróf Maria Anna von Baworowska (1902–1988) voltak. Az anyai nagyszülei sárvár-felsővidéki gróf Széchenyi Bálint (1893–1954), cs. és kir. zászlós, és herceg Galitzin Mária "Maya" (1895–1976) voltak.
Több cseh, orosz nemesi családdal büszkélkedhet felmenői között, mint például a mint a Chotek, Kinsky, és Golitsyn családokkal. Bátyja, Sándor, Schönburg-Glauchau grófja egy német bestseller szerző, aki felesége által az angol uralkodói családdal áll rokonságban. Húguk, Maja, Schönburg-Glauchau grófnője férje, Christian Friedrich Flick múzsájaként ismert a nemzetközi művészvilágban.

## Korai évei
Gyermekkorának jelentős részét az afrikai Togoban és Szomáliában töltötte, ahol édesapja újságíróként dolgozott. Bár született grófnő, a családjának nem volt jelentős anyagi befolyása, így Glória rá volt szorulva a pénzre, így svájci St. Moritz síparadicsomban pincérnőként dolgozott. Ezt követően ment hozzá 1980-ban a negyed-unokatestvéréhez, az 1926-ban született János, Thurn und Taxis 11. hercegéhez akinek vagyonát 2-3 milliárd amerikai dollárra becsülték ekkor. Közös ősük Károly Sándor, Thurn und Taxis 5. hercege volt. A már sokszor említett család eredeti vezetékneve "Tasso" volt, és felmenőik Lombardiából származtak.

## Hírneve
Glória költekezéseivel és merész öltözékeivel kivívta a társadalom figyelmét. Férjével nemzetközi társasági életet élt, így vált a 80-as években a német társadalom egyik ikonjává. Sokan "punk hercegnő" vagy "TNT hercegnő" névvel illették. János halálát követően megtorpantak kiadásai, elszigetelődött a figyelem középpontjából, iskola padba ült, ahol pénzügyi és számviteli ismereteket tanult, valamint managementet. Eladta ékszereit, kastélyaikat, autóikat, birtokaikat annak érdekében, hogy bebiztosítsa a családi vagyont. Azóta római katolikus aktivistaként és filantrópként éli az életét, továbbá lourdes-i zarándoklatokat szokott szervezni.
Gloria emellett a festészetbe is belemerült, és azóta befutott sikeres művész. Főként olaj és pasztell portékat készít. A Hotel Chelsea kérte fel, hogy készítsen egy pasztellfestményekből álló sorozatot a hotel a leghíresebb lakóiról, mely kiállítást hozta meg neki azt, hogy elismerést festőként tekintenek rá.

## Magánélete
2001-ben súlyosan bírálta egy talkshowban az AIDS-fertőzöttek kimagasló arányát az afrikai országokban, mely az ottani védekezés nélküli szeretkezések miatt állt fenn. A riportot botrány övezte. 2008-ban azt közölte le egy interjúban, hogy az afrikaiak libidója a kontinens magas hőmérsékletével okolható.
Glória mindennap 300 tál meleg étellel fogadja otthonában a rászorulókat. Jelenleg fényűző otthona a Thurn und Taxis kastélyban él. Steve Bannon javasolta neki elsősorban, hogy a kastélyban alakítsanak ki egy oktatással foglalkozó szárnyat, de a határozott terv mai napig nem készült el. Több konzervatív katolikus vezetővel, mint például Carlo Maria Vigano érsekkel, Raymond Burke bíborossal, vagy a már említett Steve Bannonnal együttműködve lépett fel Ferenc pápa ellenzékeként.
Közeli barátja Hillary Clintonnak, akinek részt vett 2016-os születésnapi rendezvényén.

## Családja
Férjétől három gyermeke született:
- Mária Terézia Ludovika Klotild Ilona Alexandra, Thurn und Taxis hercegnője (Regensburg, 1980. november 28. –). 2014 szeptember 13-án ment férjhez Hugo Wilson brit művészhez Tutzingban.[24][25] Két kislányuk született.
  - Mafalda Beatrix Maria Wilson (2015. augusztus 21. –)[26]
  - Maya Romy Alexandra Wilson (2017. szeptember 22. –)
- Erzsébet Margit Mária Anna Beatrix, Thurn und Taxis hercegnője (Regensburg, 1982. március 24. –).
- Albert Mária Lamoral Miguel János Gábor, Thurn und Taxis hercege (Regensburg, 1983. június 24 –). Ő a főörököse, a törvényes és a névleges vezetője a Thurn und Taxis hercegi családnak. A Német Nemesség Szövetsége (Deutscher Adelsrechtsausschuß) figyelembe véve a hagyományos szokásokat Albert, Thurn und Taxis 12. hercegének nyilvánította ki.

## Címei és megszólításai
Még weimari köztársaság idejében (1919-től) eltörölték a nemesi címeket, így jelenleg csak a törvények által megengedett megszólításokat engedélyezik.